# 쇼야마역
쇼야마역(일본어: 生山駅)은 일본 돗토리현 히노군 니치난정에 위치한 서일본 여객철도 하쿠비 선의 철도역이다. 단선 · 섬식의 형태를 합친 2면 3선 구조의 복합 승강장을 갖춘 지상역이다.

## 타는 곳
| 1 | ■ 하쿠비 선 | 상행 | 니미 · 오카야마 방면   |                    |
| 2 | ■ 하쿠비 선 | 하행 | 요나고 · 이즈모시 방면 |                    |
| 3 | ■ 하쿠비 선 | 하행 | 요나고 · 이즈모시 방면 | 대피 · 시발 열차만 |
| 3 | ■ 하쿠비 선 | 상행 | 니미 · 오카야마 방면   | 대피 열차만        |

## 이용 현황
- 2008년도 기준 : 288명

## 역 주변
- 돗토리 은행
- 산인 합동은행

## 역사
- 1923년 11월 28일 : 하쿠비 키타선이 구로사카 역부터 연신했던 때에, 종착역으로서 개업.
- 1924년 12월 6일 : 하쿠비 키타선이 이 역으로부터 가미이와미 역까지 연신, 도중역으로 한다.
- 1928년 10월 25일 : 하쿠비 키타선이 하쿠비 선의 일부역이 되어, 이 역도 그 소속역으로 한다.
- 1987년 4월 1일 : 일본국유철도 분할 민영화에 의해, 서일본 여객철도가 승계.

## 인접 역
| 서일본 여객철도 하쿠비 선 | 서일본 여객철도 하쿠비 선 | 서일본 여객철도 하쿠비 선 |
| ------------------------- | ------------------------- | ------------------------- |
| 가미이와미 오카야마 방면  | ■ 하쿠비 선               | 가미스게 호키다이센 방면  |